# Aillutticus nitens
Aillutticus nitens är en spindelart som beskrevs av Galiano 1987. Aillutticus nitens ingår i släktet Aillutticus och familjen hoppspindlar. Inga underarter finns listade i Catalogue of Life.